# TTL 7401

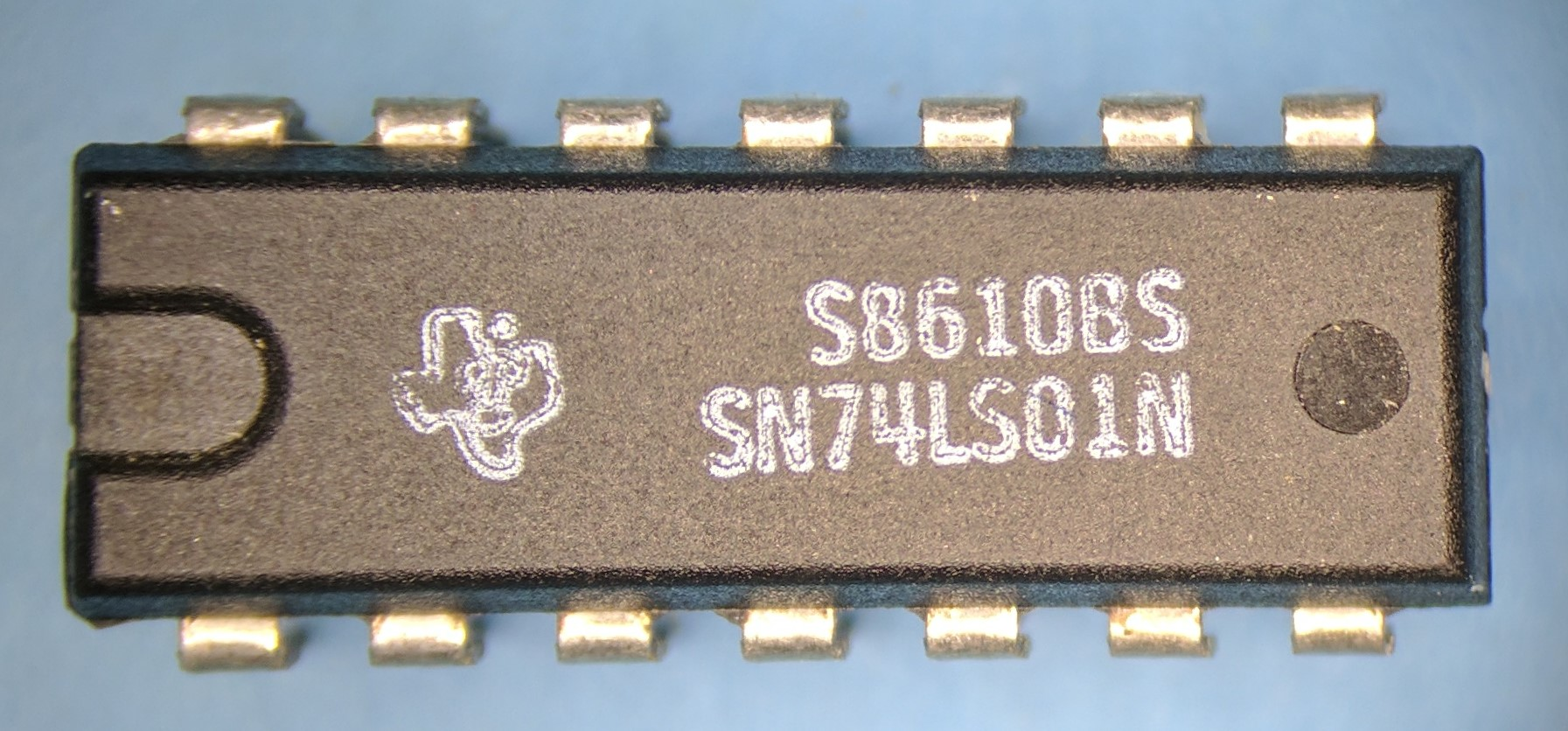
Circuito integrado SN74LS01N da Texas Instruments

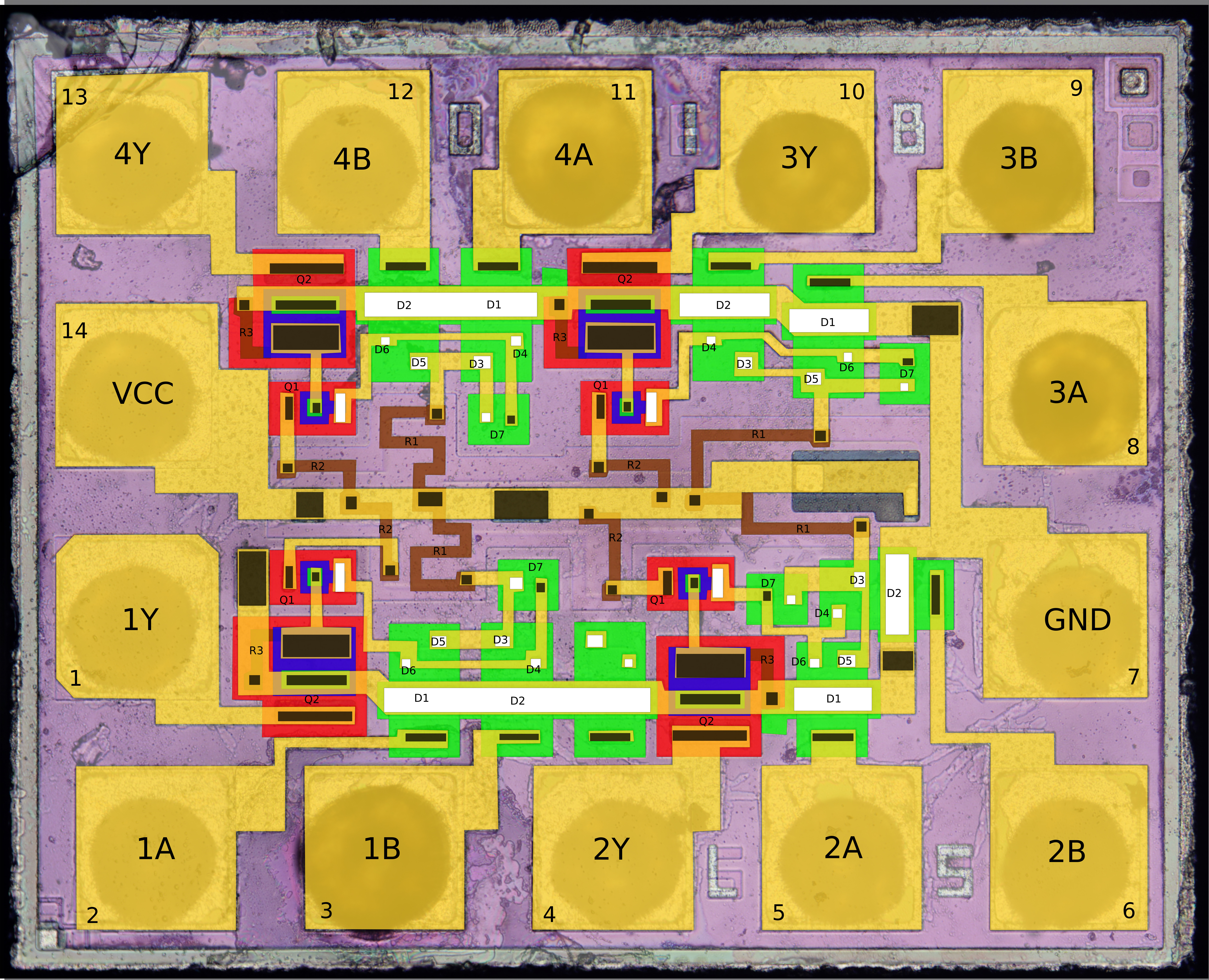
Um die de circuito integrado SN74LS01N

O circuito TTL 7401 é um dispositivo TTL encapsulado em um invólucro DIP de 14 pinos que contém quatro portas NAND de duas entradas cada, com saídas em coletor aberto. As portas apresentam funcionamento independente. Os coletores abertos necessitam de resistores pull-up para realizarem as operações lógicas de modo apropriado.   O consumo médio por circuito integrado é da ordem de 12mA.

## Tabela-verdade
{\displaystyle /Y={\overline {AB}}}
| A (entrada) | B (entrada) | /Y (saída) |
| ----------- | ----------- | ---------- |
| L           | L           | H          |
| L           | H           | H          |
| H           | L           | H          |
| H           | H           | L          |

H (nível lógico alto)
L (nível lógico baixo)

## Diagrama de pinos

Diagrama de pinos de 7401,[1] 74LS01[1] e 74ALS01[2]
Diagrama de pinos de 74H01[1]